# Alliance internationale de la démocratie socialiste

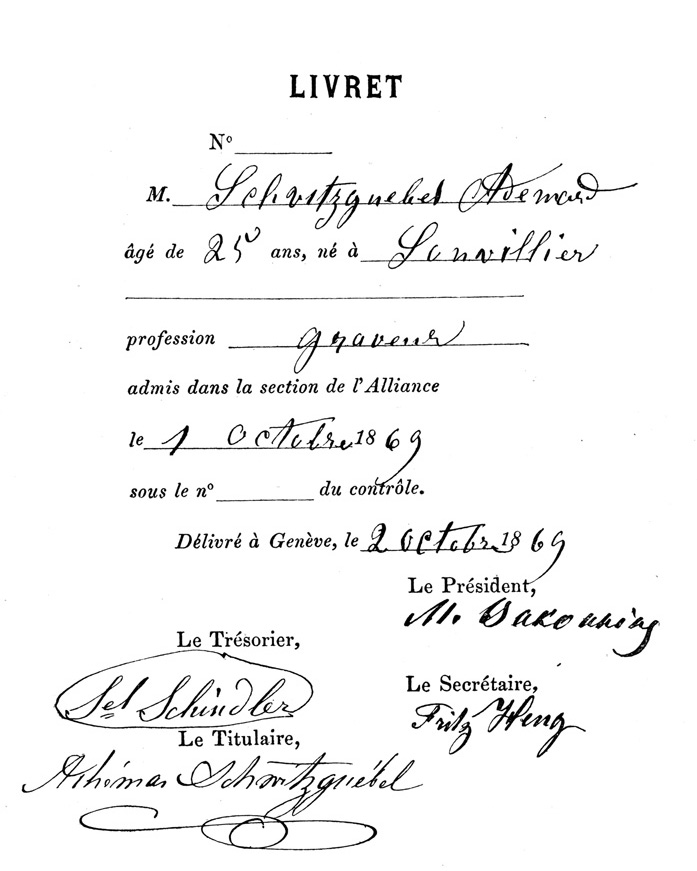
Document d'adhésion à l'Alliance

L' Alliance internationale de la démocratie socialiste est une organisation fondée par Mikhaïl Bakounine avec 79 autres membres le 28 octobre 1868 en tant qu'organisation au sein de l'Association internationale des travailleurs (AIT),. 
L'Alliance est la face publique d'une autre organisation secrète,  la Fraternité Internationale, les deux structures existant parallèlement, l'une en plein jour, l'autre dans l'ombre.
La création de l'Alliance en tant que section de l'AIT n'est pas acceptée par le comité central de l'AIT parce que les organisations internationales n'étaient pas autorisées à y adhérer. L'Alliance se dissout peu de temps après et les anciens membres ont  rejoint leurs sections nationales respectives de l'AIT.

## Historique
La rupture au sein de la Ligue de la Paix et de la Liberté entre la minorité socialiste et le radicalisme bourgeois se produit au congrès de Berne, en septembre 1868. Les socialistes révolutionnaires claquent la porte et décident de fonder l'Alliance internationale de la démocratie socialiste, laquelle demande son adhésion en bloc à l'Association internationale des travailleurs. L'Alliance est la face publique de la Fraternité Internationale, les deux structures existant parallèlement, l'une en plein jour, l'autre dans l'ombre. L'Alliance fonctionne avec un « Bureau central » qui réside à Genève, des groupes nationaux pour chaque pays et des groupes locaux. Le groupe local de Genève est constitué le 21 novembre 1868. Il compte d'emblée 145 membres. En février 1869, Bakounine se rend au Locle, avec l'objectif d'y constituer un groupe. James Guillaume, Adhémar Schwitzguébel ou encore Auguste Spichiger en font partie. Le socialisme anti-autoritaire trouve dans le Jura suisse une implantation forte et durable grâce à ces militants de la Première Internationale. On a pu discuter des raisons du succès des idées bakouniniennes auprès de ces ouvriers et de ces artisans jurassiens, souvent pour en conclure que les jurassiens avaient sans doute davantage influencé Bakounine que le contraire.
La décision de créer l'Alliance par Bakounine scellera sa mésentente avec Karl Marx. ce dernier écrit à sa fille Laura Marx et son gendre Paul Lafargue ce qu'il pense des développements à Genève : 
«Ma vieille connaissance, le Russe Bakounine a ourdi un complot précis contre l'Internationale. Après qu'il s'est brouillé avec la Ligue de la Paix et de la liberté et l'ai quittée après le congrès de Berne, il a rejoint la section romande à Genève [de l'Internationale]. très vite il a embobiné notre bon vieux Bercker, toujours en quête d'actions excitantes, mais qui aussi n'est pas assez critique, un enthousiaste de Garibaldi, facile à influencer. Bakounine a ensuite fait éclore l'Alliance Internationale de la démocratie socialiste, qui est supposée être simultanément une branche de notre association et une nouvelle association internationale indépendante...».

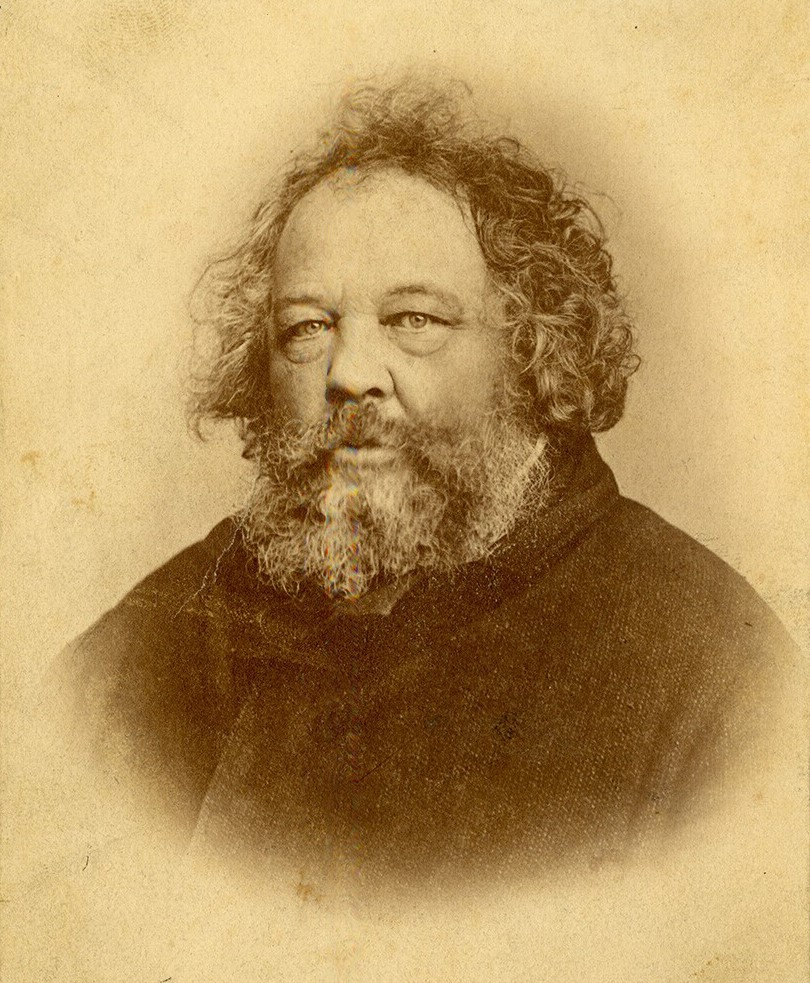
Mikhaïl Bakounine

Cependant, la demande d'adhésion de l'Alliance est rejetée par le Conseil Général de Londres (résolution du 22 décembre 1868). Celui-ci considère en effet ne pas pouvoir intégrer une organisation internationale dont les structures feraient en quelque sorte double emploi avec celles, fédérations régionales ou locales, de l'AIT. Après de vives discussions internes, les alliancistes reconnaissent le bien-fondé du raisonnement du Conseil Général, et le Bureau central de l’Alliance est dissout en février 1869, les groupes divers dont elle était composée adhérant à l'Internationale séparément. Par courrier daté du 28 juillet 1869, Johann Georg Eccarius, au nom du Conseil Général, accepte l'adhésion du groupe de Genève de l'Alliance comme section de l'Internationale.
Le problème n'est toutefois pas résolu, et la question de l'Alliance reste jusqu'à l'exclusion de Bakounine et de Guillaume au congrès de La Haye en 1872, jusqu'à la scission définitive, un point de crispation considérable. Il suffit pour s'en convaincre de consulter le volumineux rapport, plus volumineux encore que le compte-rendu intégral du congrès de La Haye, que le Conseil Général consacre à l'Alliance. Marx est persuadé que l'Alliance n'est pas véritablement dissoute, ce en quoi il n'a pas tort, puisque la Fraternité Internationale existe encore. Marx et ses amis, dans le feu de la polémique, tendent cependant à exagérer les machinations de l'Alliance et à minimiser ce qui pouvait relever de véritables divergences théoriques. Ainsi, par exemple, la réception en Espagne du programme de l'Alliance et l'adhésion que ce programme y trouve ne doivent rien à l'existence de supposées conspirations : la Alianza en Espagne est une organisation à part entière, sans lien organisationnel avec l'Alliance bakouninienne. De surcroît, comme le souligne Arthur Lehning, l'Alliance de Bakounine ne serait, dans son fonctionnement, au fond pas tellement différente du réseau que Marx entretient par voie épistolaire avec divers correspondants en Europe.
En janvier 1869 est fondée, entre les différentes sections suisses de langue française, la fédération romande. Son siège fédéral est fixé à Genève pour l'année suivante. Elle se dote d'un règlement, et décide la publication d'un journal, L'Égalité. Au sein d'un comité de rédaction de neuf membres, Perron et Bakounine abattent le plus gros du travail. Les collaborations de Benoît Malon, Eugène Varlin, Elisée Reclus, Hermann Jung ou encore Eccarius ont été sollicitées et obtenues.
La croissance que l'Internationale connaît à Genève depuis la grève victorieuse menée dans le bâtiment au printemps 1868 ne dissimule pas de graves dissensions internes. Le prolétariat genevois est en effet divisé entre la fabrique et le bâtiment. La fabrique, ce sont les métiers « nationaux » de l'horlogerie, de la joaillerie et des boîtes à musique. Tandis qu'il y a une forte proportion d'étrangers dans le bâtiment, les ouvriers de la fabrique sont presque tous genevois et ont le droit de vote. Aussi font-ils l'objet d'une vive sollicitude de la part du parti radical, qui compte bien instrumentaliser l'Internationale par leur intermédiaire pour se hisser au pouvoir. On retrouve donc une ligne de rupture « classique » entre une fabrique réformiste, prête à collaborer à la politique bourgeoise, et un bâtiment révolutionnaire, sur des positions de rupture. Durant l'été 1869, au cours de la préparation du congrès de Bâle (IVe congrès de l'Internationale, du 6 au 12 septembre 1869), la fabrique, au sein du Comité genevois, tente d'évacuer le débat sur les questions de la propriété collective et du droit d'héritage. Malgré tout, imposés par une assemblée générale, deux rapports sont finalement rendus : ils sont présentés, sur la première question par Paul Robin, sur la seconde par Bakounine.
Bakounine a deux mandats pour le congrès de Bâle, l'un de l'Association des ouvrières ovalistes de Lyon, l'autre de la Section des mécaniciens de Naples. La grande majorité du congrès adopte des positions collectivistes, contre une minorité proudhonienne, mais la question de l'héritage cristallise les divergences entre « marxiens » et « bakouninistes ». Le rapport du Conseil Général - qui présente le point de vue marxien - déclare que le droit d'héritage est le résultat et non la cause de l'organisation économique, et qu'il s'agit avant tout d'abolir le capitalisme : la chute du capitalisme entraînera la fin du droit d'héritage. Il indique comme mesures pratiques immédiates l'établissement d'impôts sur la succession, et la limitation du droit de tester. Pour Bakounine, ces dispositions ne suffisent pas, demander l'abolition pure et simple de l'héritage est la bonne revendication, l'axe de propagande le plus efficace. Au moment des votes, ce sont les positions de Bakounine qui obtiennent le plus grand nombre de voix. Ce revers est pour Marx le signe de l'influence grandissante des idées de Bakounine au sein de l'Internationale, et de la nécessité d'y mettre un coup d'arrêt.
Le 27 septembre 1869, la Section de l'Alliance de Genève demande officiellement au Comité fédéral romand son adhésion à la Fédération romande. Le Comité, pour ne pas porter ombrage aux chefs de la fabrique et aux politiciens radicaux qu'ils soutiennent, décide de surseoir à la décision. La Section de l'Alliance n'a plus qu'une solution, faire appel devant le prochain congrès fédéral prévu à La Chaux-de-Fonds du 4 au 6 avril 1870. C'est durant ce congrès que la fédération romande fait scission. La querelle autour de l'admission de l'Alliance en est le détonateur. C'est à la suite de cette scission qu'est créée ce qui deviendra la Fédération jurassienne.
Le 30 octobre 1869, Bakounine quitte assez brutalement Genève pour Locarno, où il s'établit. Des motifs personnels sont à l'origine de cette décision : Antonia est enceinte, d'un autre que lui. Cela ne pose d'ailleurs pas de problème particulier à Bakounine.